# Cionizam
Cionizam je bio nacionalni pokret Židova za utemeljenje židovske države na području Eretz Yisraela (Izraelske zemlje) u prošlosti podijeljenom u razne sandžake Osmanskog Carstva. Danas je to politički pokret koji nastoji vratiti Židove u Eretz Yisrael u koji su uključeni i mnogi nežidovi. Osnovan je u 19. stoljeću, a njegov osnivač bio je Theodor Herzl.
Sam naziv cionizam je biblijski izraz (Psalam, 126, 1) odnosno tvrđava Cion u starom Jeruzalemu, koja se različito piše u pojedinim jezicima (Sion u hrvatskom, Zion u njemačkom i engleskom).
Nathan Birnbaum je 1885. složio izraz "cionizam" da bi označio političke težnje Židova da vrate Izrael i stvore državu.

## Vanjske poveznice
- Stranice WZO
- Središnja arhiva Cionizma u Jeruzalemu